# Tore Hult
Tore Hult, född 2 mars 1949, död 26 september 2023 i Trollhättan, var en svensk socialdemokratisk kommunalpolitiker verksam från 1970-talet till mitten av 2010-talet. Han var ordförande för Alingsås kommunstyrelse 1998–2002 och därefter oppositionsråd fram till 2012.

## Biografi
Tore Hult började sin yrkesbana på Tekniska kontoret i Alingsås den 1 september 1970. Efter några år som kommunalarbetare arbetade han i över 20 år som heltidsombud för fackförbundet Kommunal. Hans politiska engagemang väcktes redan 1966 under en resa till Alexandria, där han bevittnade extrem fattigdom – en erfarenhet som formade hans samhällssyn.
Det första politiska uppdraget fick han i Herrljunga kommun 1975, då han tog plats i skolstyrelsen. Efter flytt till Alingsås blev han en av Socialdemokraternas mest profilerade företrädare lokalt. Han var gruppledare, kommunstyrelseledamot och kommunalråd, och efterträddes 2012 av Joakim Järrebring.
Hult beskrev sig själv som en förespråkare för pragmatisk och demokratisk förankrad politik, och hyllades efter sin död av både partikamrater och politiska motståndare som en rakryggad och lyssnande ledare.

## Bryggeridebatten
Tore Hult var en av de mest synliga politiska aktörerna i samband med den uppmärksammade rivningen av Alingsås bryggeri 1996. Han försvarade beslutet med hänvisning till demokratiska beslutsgångar och kommunens ekonomiska ansvar. Kritiken mot beslutet ledde bland annat till att Alingsås kommun tilldelades det satiriska priset ”Årets Grävskopa” av Svenska föreningen för byggnadsvård 1998.

## Död
Tore Hult avled den 27 september 2023 efter en kort tids sjukdom, 74 år gammal. Begravningen ägde rum i Västra Tunhems kyrka måndagen den 23 oktober 2023.